# Lufthansa
Deutsche Lufthansa AG, более известная как Lufthansa («Люфтганза») — национальный авиаперевозчик Германии, крупнейший авиаконцерн Европы, включающий в себя и такие крупные авиакомпании, как Swiss International Air Lines и Austrian Airlines.
Lufthansa выполняет рейсы в 78 стран мира по более чем двумстам направлениям. Воздушный флот всей авиакомпании, включая и дочерних перевозчиков, насчитывает около 620 воздушных судов, а общий пассажиропоток компании по данным 2013 года составил 104,5 миллиона человек, что делает концерн Deutsche Lufthansa AG одним из крупнейших авиапредприятий в мире.
Также авиакомпания Lufthansa является соучредителем старейшего и крупнейшего в мире авиационного альянса Star Alliance, созданного в 1997 году.
Штаб-квартира компании расположена в Кёльне, а основные технические и транспортные базы находятся в аэропортах Франкфурта и Мюнхена.

## История
В начале 1920-х годов авиаперевозками в Германии занимался Немецкий воздушный Ганзейский союз (нем. Deutsche Luft-Hansa), называвшийся по образцу средневекового Ганзейского союза. В 1923 году была основана авиакомпания Deutsche Aero Lloyd, а в 1924 году свою авиакомпанию создал авиастроительный концерн Junkers.

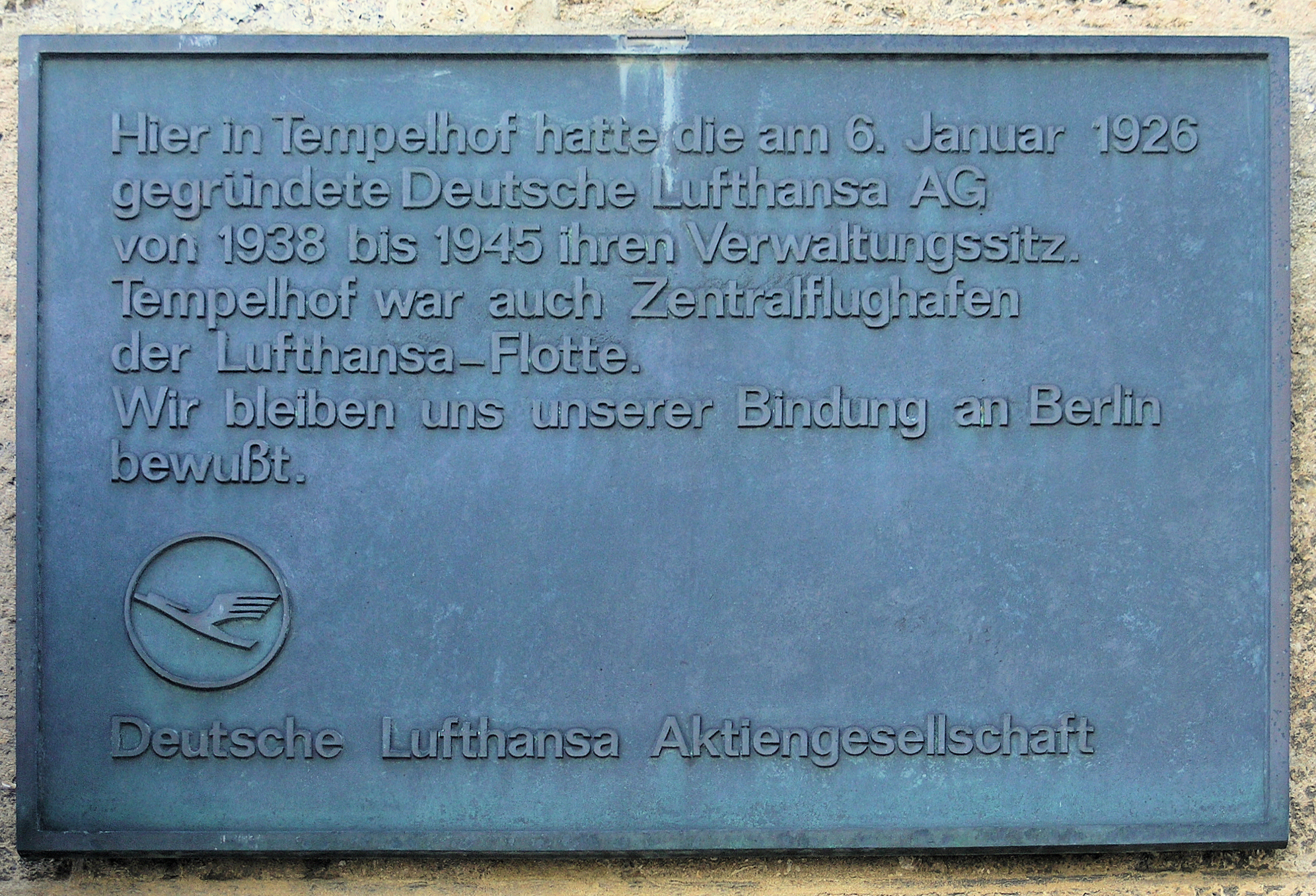
Мемориальная доска Lufthansa в Берлине

6 января 1926 года в результате объединения Deutsche Aero Lloyd и Junkers Luftverkehr была образована компания Deutsche Lufthansa Aktiengesellschaft. В качестве фирменной символики новая корпорация взяла себе логотип с изображением журавля, принадлежавший структурному подразделению DAL — компании Deutsche Luft-Reederei, и жёлто-синие цвета Junkers. Воздушный флот концерна изначально насчитывал 162 самолёта 18 различных типов, а первый трансконтинентальный перелет в Китай, совершённый лётчиками Lufthansa в том же году, стал одним из ярчайших событий общественной жизни Германии. С начала своей деятельности авиатранспортное предприятие являлось совладельцем советско-германской авиакомпании Дерулюфт, созданной ещё в 1921 году. Так же выступала соучредителем испанской авиакомпании Iberia, бразильской Syndicato Condor и китайской Eurasia.
В 1934 году Lufthansa открыла первую линию регулярных трансатлантических почтовых авиарейсов (между Штутгартом и Буэнос-Айресом). Перед началом Второй мировой войны объём авиаперевозок компании и количество осуществлявшихся ею полётов — включая такие пункты назначения, как Бангкок и Сантьяго-де-Чили — достигли рекордных для Европы масштабов. Два гидросамолёта Dornier Do 16 и грузовое судно «Швабия», принадлежавшие авиакомпании Lufthansa, принимали участие в германской антарктической экспедиции 1938—1939 годов. Во время войны, 1939—1945 годах, коммерческая деятельность авиакомпании была приостановлена, а весь воздушный флот корпорации был мобилизован на выполнение военно-транспортных задач — исключение составляли лишь малочисленные рейсы гражданского назначения в несколько европейских городов. А по окончании войны и они были прекращены в связи с тем, что Lufthansa попала в «чёрный список» сотрудничавших с нацистским правительством компаний, деятельность которых по решению союзнической администрации подлежала запрету.
В 1951 году министерство транспорта Западной Германии приняло решение о восстановлении пассажирского и грузового авиатранспорта страны, этим занялось агентство Вüro Bongers, которое возглавлял Ханс Бонгерс — бывший управляющий авиалиниями Lufthansa. В 1953 году под руководством Бонгерса была сформирована новая авиакомпания со штаб-квартирой в Кёльне, она была официально зарегистрирована 6 января 1953 года под именем Aktiengesellschaft für Luftverkehrsbedarf (Luftag), а в 1954 году вернула себе название Deutsche Lufthansa Aktiengesellschaft. В качестве пиар-хода при возрождении компании был выпущен художественный фильм «Рассвет».
По окончании войны, после образования двух германских государств, национальные авиаоператоры обеих Германий именовали себя «Люфтганза», что влекло за собой юридические претензии сторон друг к другу и многолетние взаимные судебные тяжбы. Восточногерманской «Люфтганзе» был закрыт доступ в воздушное пространство капиталистических стран, так как последние отказывали ей в праве на посадку в своих аэропортах. В конечном итоге, это привело к тому, что власти ГДР сначала сформировали в 1958 году филиал национального авиаоператора под названием «Интерфлюг» (Interflug), для того чтобы получить доступ к западноевропейским аэропортам (в первую очередь, Брюссель, Амстердам, Копенгаген, Вена), а в сентябре 1963 года формально упразднили свои авиалинии под названием «Люфтганза», фактически же они продолжили работу под новым названием, в то время как западногерманский авиаперевозчик получил монополию на указанное название. Авиапарк восточногерманской «Люфтганзы» включал в себя около полусотни самолётов, которые использовались и как грузопассажирские, и как самолёты сельскохозяйственной авиации. Как юридическое лицо, восточногерманская «Люфтганза» существовала в 1955—1963 годах.

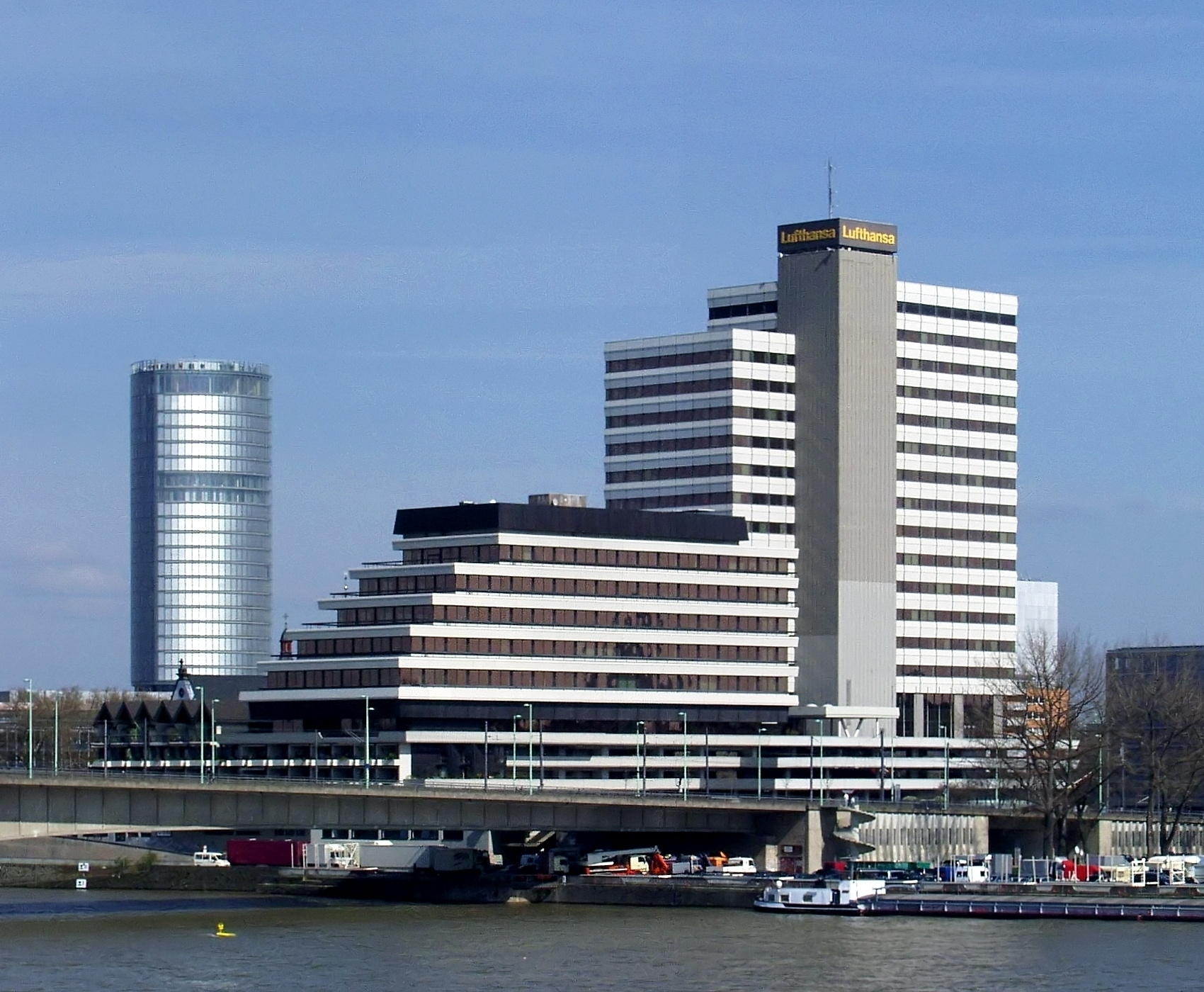
Штаб-квартира в Кёльне

В 1961 году Lufthansa вступила в «реактивную эру», начав использовать скоростные лайнеры (прежде всего — Боинг-707) на рейсах дальнего следования. Процесс перевода всего авиапарка компании на самолёты нового типа занял более 10 лет, и последняя винтовая машина (Vickers Viscount) была снята с эксплуатации в 1971 году. В 1962 году Lufthansa начала регулярные авиарейсы в Африку (Нигерию и ЮАР). В 1964 году компания впервые получила прибыль — до этого её убытки брало на себя федеральное правительство. В марте 1969 года был создан консорциум ATLAS по ремонту самолётов, в который вошли Lufthansa, Air France, Alitalia и Sabena; в 1993 году консорциум перешёл под полный контроль немецкой авиакомпании и стал называться Lufthansa Technik.

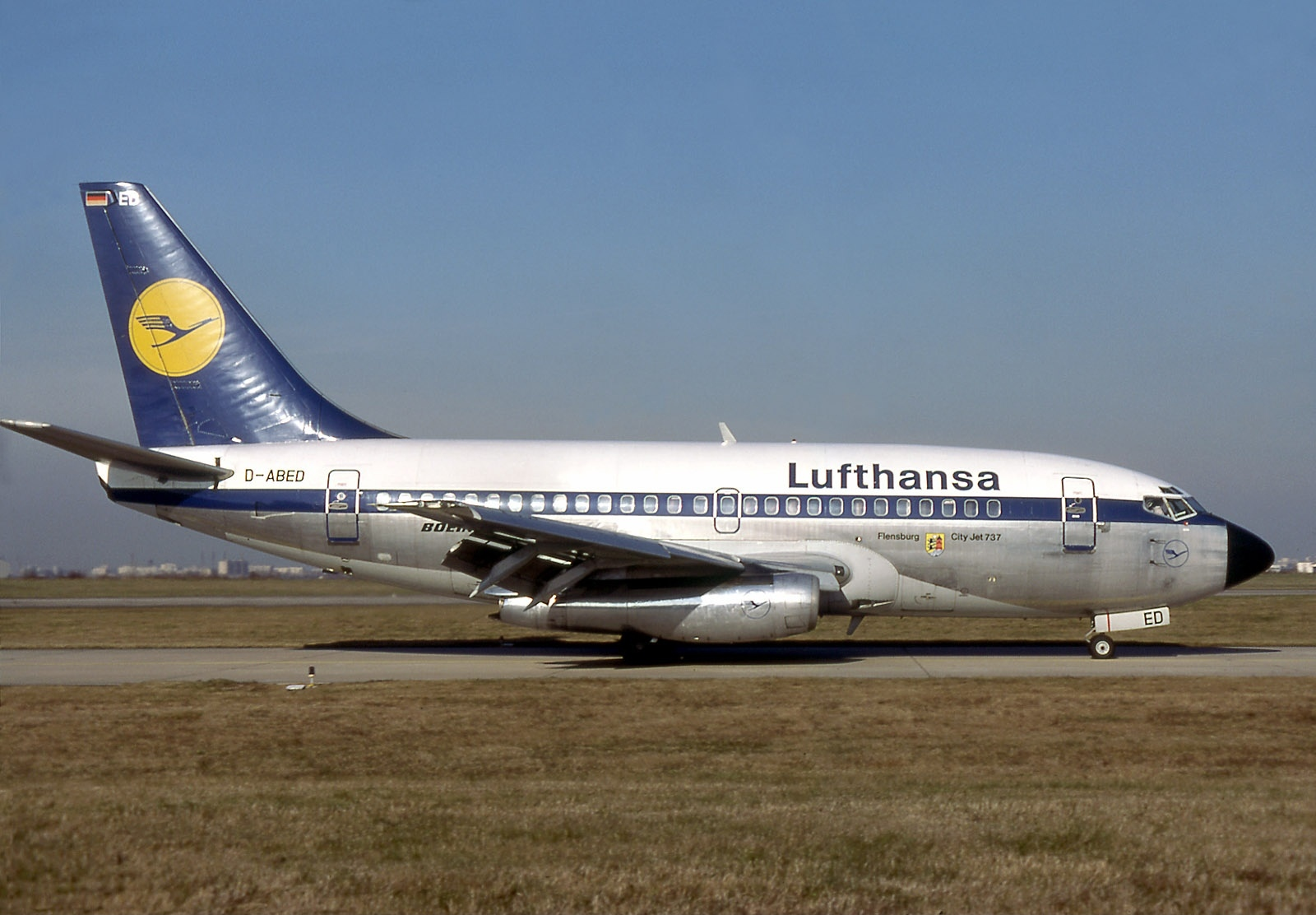
Lufthansa Boeing 737-100

В 1970-х годах на коротких маршрутах началась эксплуатация самолётов Боинг-737, а на дальних — Боинг-747, компанию которому позднее составили McDonnell Douglas DC-10 и Airbus A300 (с 1976 года). Также в этот период Lufthansa занялась грузовыми авиаперевозками, для чего были созданы грузовые терминалы в аэропортах по всему миру. В 1978 году грузовой терминал в Международном аэропорту имени Джона Кеннеди был ограблен на сумму более 5 млн долларов наличными и драгоценностями, на то время это было крупнейшее ограбление в истории США.
В 1991 году Lufthansa впервые с 1970-х годов понесла убытки, вызванные ростом цены на горючее и экономическими трудностями, связанными с объединением Германии. Положение осложнялось ростом конкуренции, в частности в 1992 году British Airways вышла на немецкий рынок региональных авиаперевозок. Для восстановления прибыльности потребовалось сокращение персонала на 8400 человек, отказ от нерентабельных маршрутов и другие меры. В 1993 году доля государства в компании была сокращена до 35 %, а в октябре 1997 года Lufthansa была приватизирована полностью. Среди её основных акционеров были Deutsche Postbank, Deutsche Bank и MGL Gesellschaft fuer Luftverkehrwerte.
В 1993 году началось партнёрство Lufthansa и United Airlines, а в мае 1997 года оно развилось в первый в мире авиатранспортный альянс Star Alliance, состоявший из Lufthansa, Air Canada, SAS, Thai Airways и United Airlines.

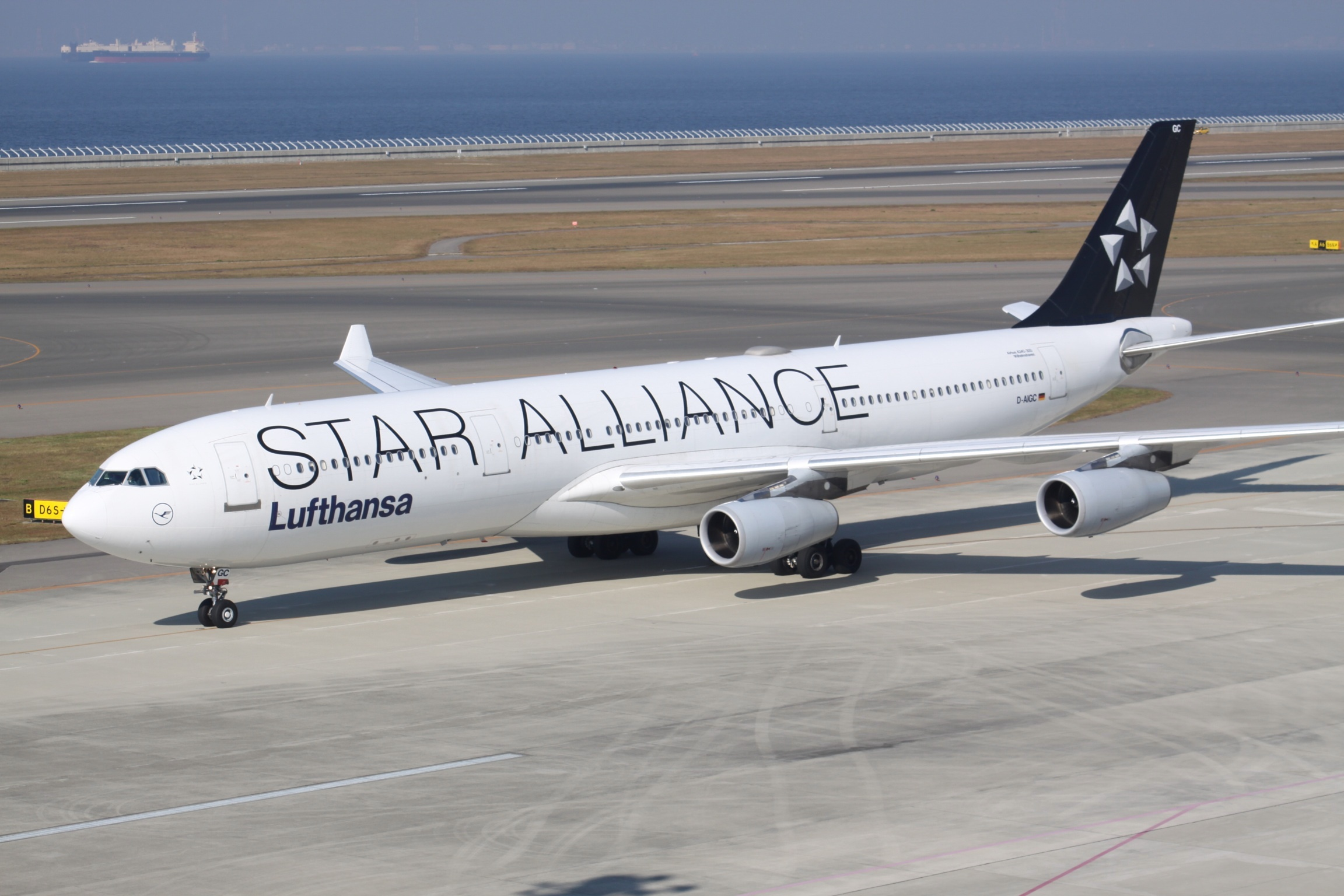
Lufthansa Airbus A340 в «Star Alliance Livery»

В 2005 году Lufthansa купила швейцарскую авиакомпанию Swiss International Airlines (SWISS), а в 2009 году — второго крупнейшего авиаперевозчика Великобритании British Midland Airways Limited (bmi). Также в 2009 году был учреждён итальянский филиал Lufthansa Italia и куплено 41,6 % акций Austrian Airlines (входит в Star Alliance).
В 2014 году на протяжении нескольких недель (с мая и на время проведения чемпионата мира по футболу) компания использует наименование Fanhansa. Первый полёт самолёта с логотипом Fanhansa на борту состоялся 16 мая по маршруту Мюнхен — Лондон (Хитроу).
Начиная с июня 2016 года, Lufthansa приостанавила авиасообщение с Венесуэлой в связи с усиливающимся экономическим кризисом в латиноамериканской стране.
С 22 июня 2020 года компания покинула фондовый индекс DAX, оставшись в индексе средних предприятий MDax. Этому способствовала пандемия COVID-19, для преодоления последствий которой компании понадобилась господдержка в 9 млрд евро. Также в 2020 году была ликвидирована дочерняя авиакомпания Germanwings.

## Маршрутная сеть
Авиакомпания «Lufthansa» выполняет рейсы в десятки городов мира каждый день. При этом основные стыковки обеспечиваются через узловые аэропорты во Франкфурте, Мюнхене и Дюссельдорфе. Полёты грузовых воздушных судов из Европы в Юго-Восточную Азию компания выполняет, осуществляя техническую посадку в новосибирском аэропорту Толмачево.

## Флот
По состоянию на декабрь 2023 года флот Lufthansa состоит из следующих самолётов, средний возраст которых составляет 13,5 лет:

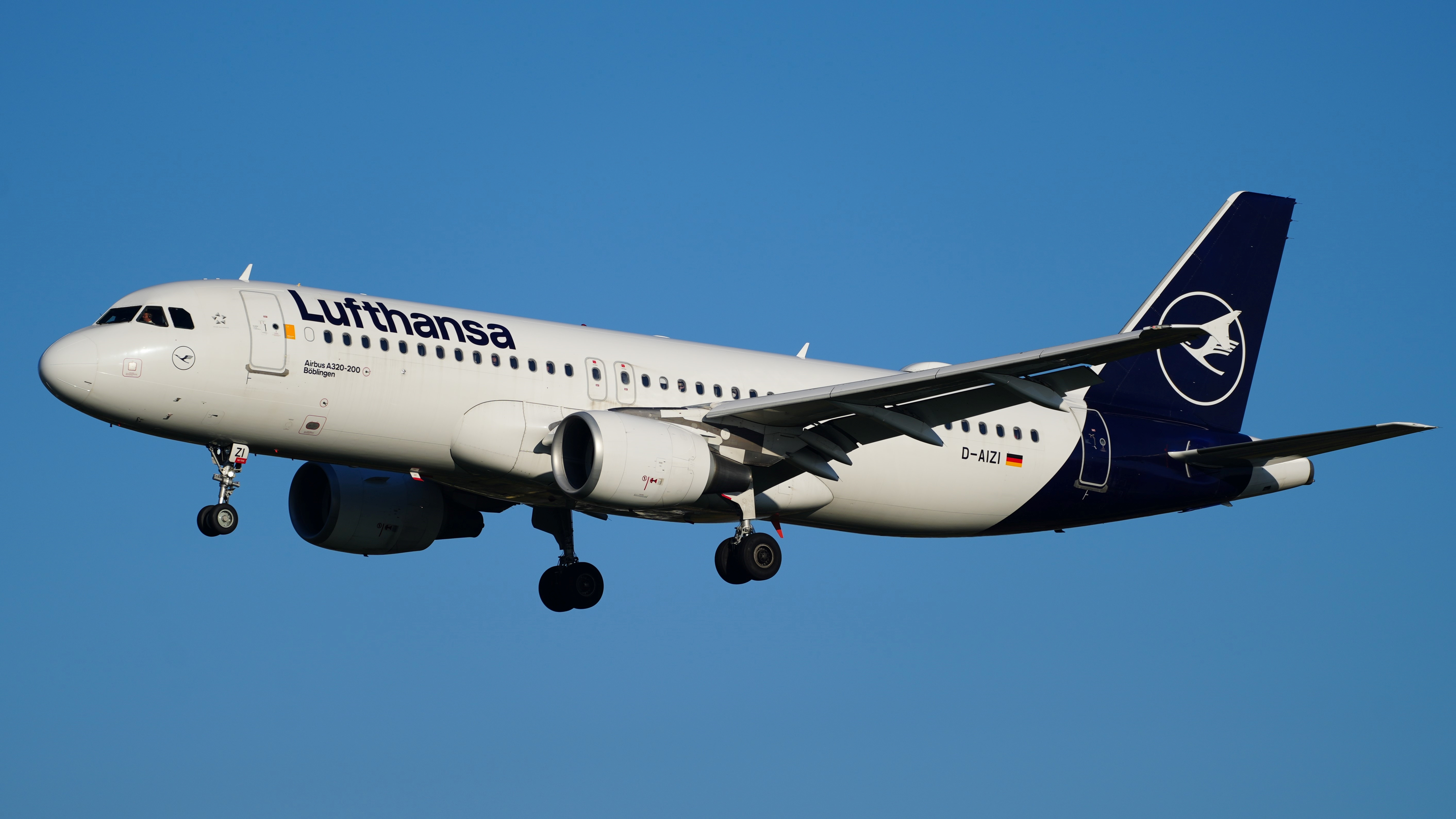
Lufthansa Airbus A320-200
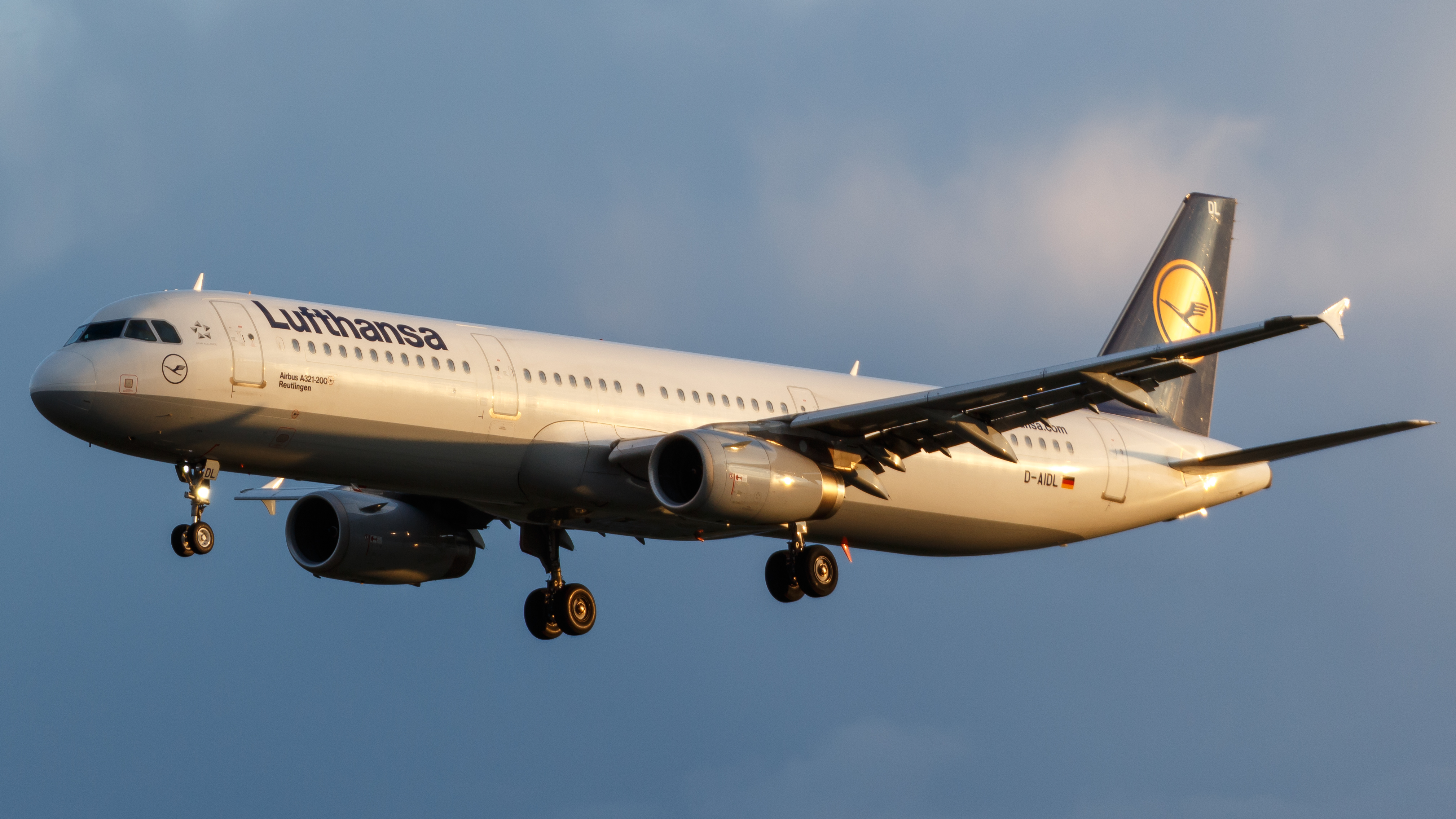
Airbus A321-200 в старой раскраске
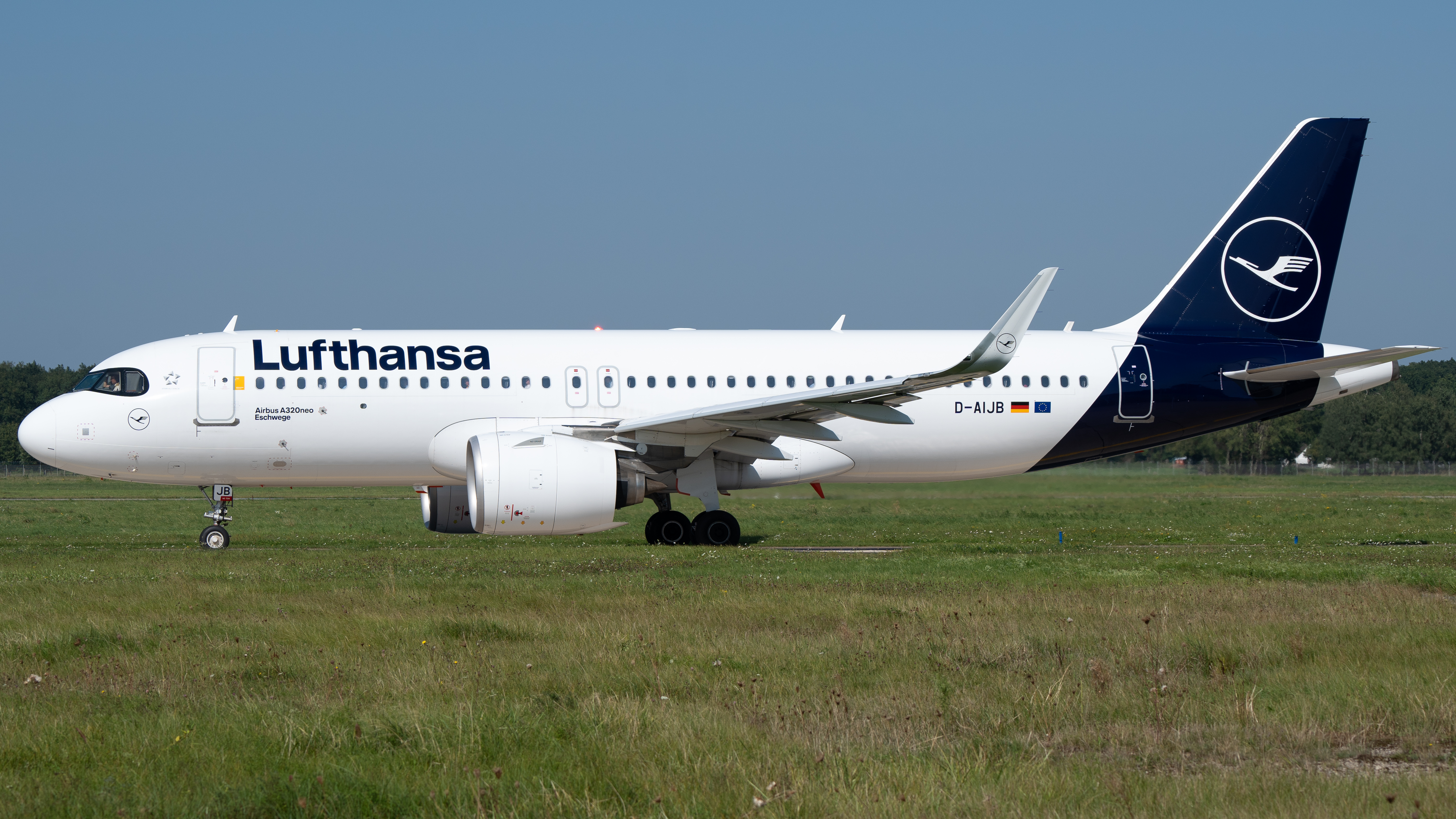
Airbus A320neo
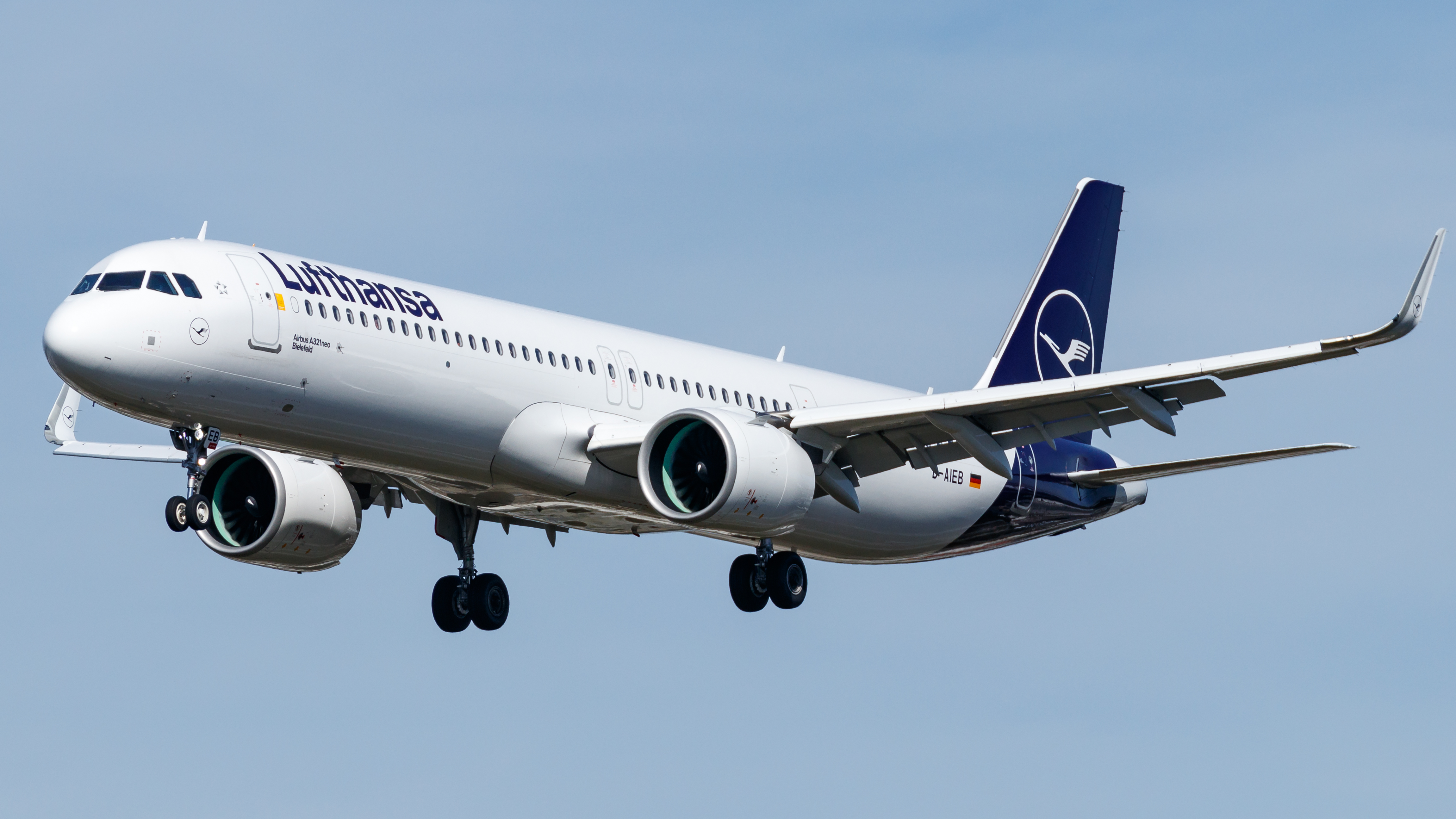
Airbus A321neo
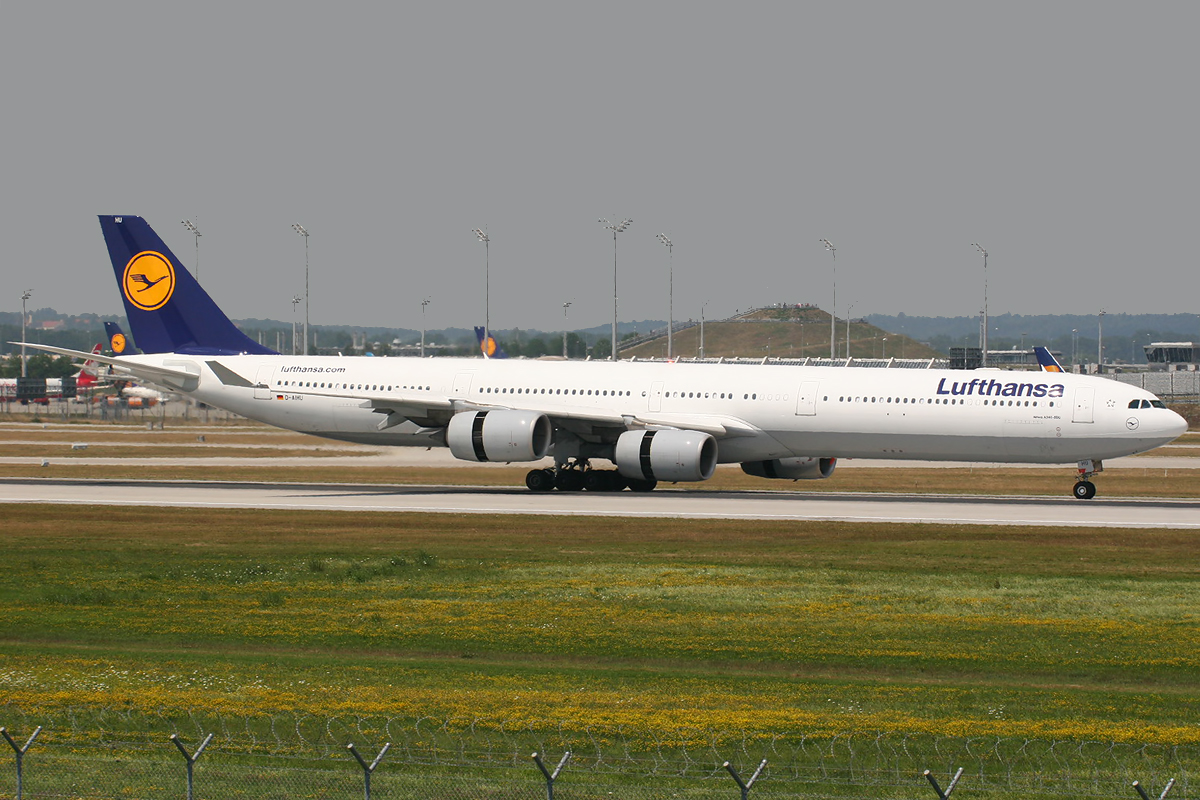
Airbus A340-600 Lufthansa в аэропорту Мюнхена
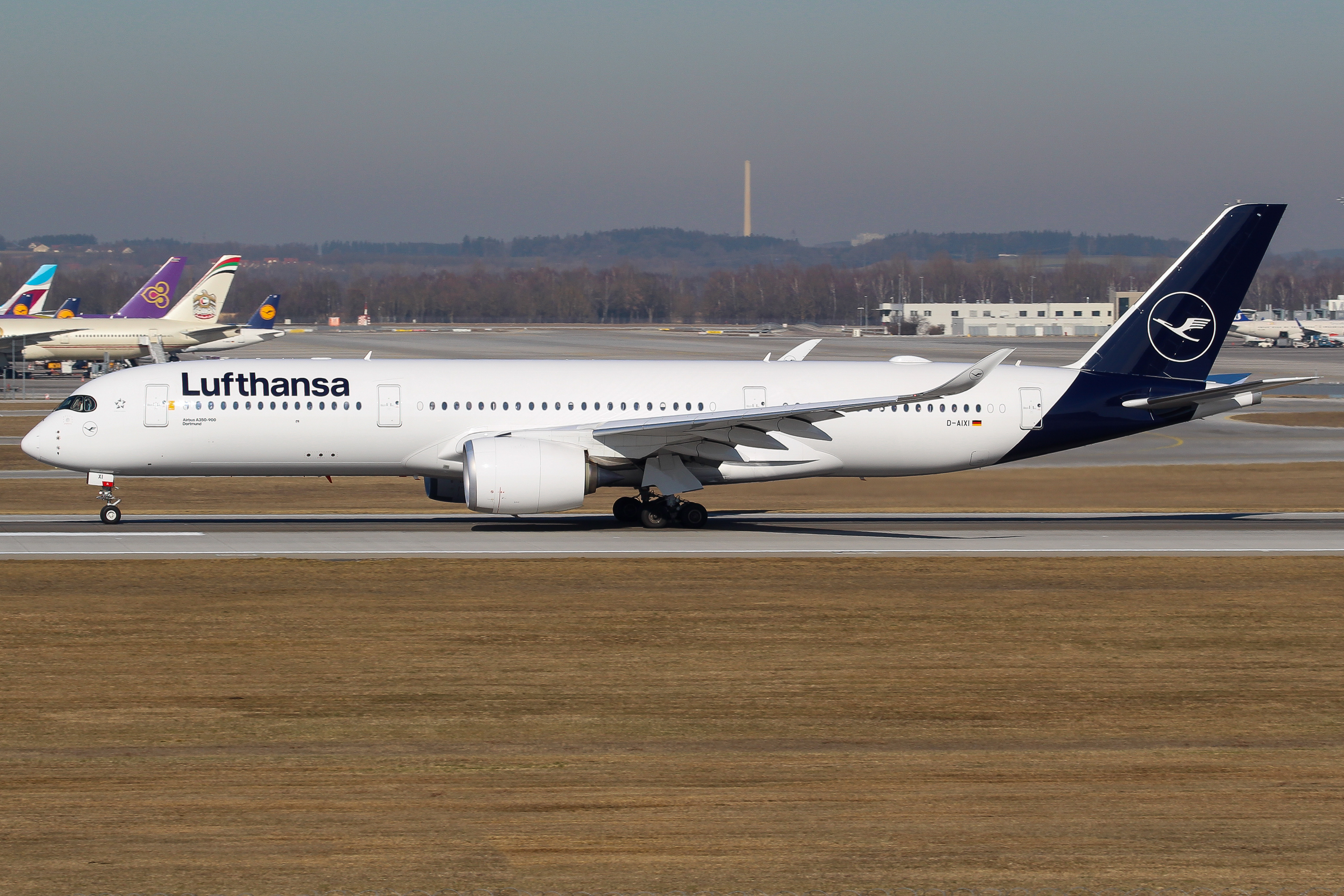
Airbus A350-900 Lufthansa
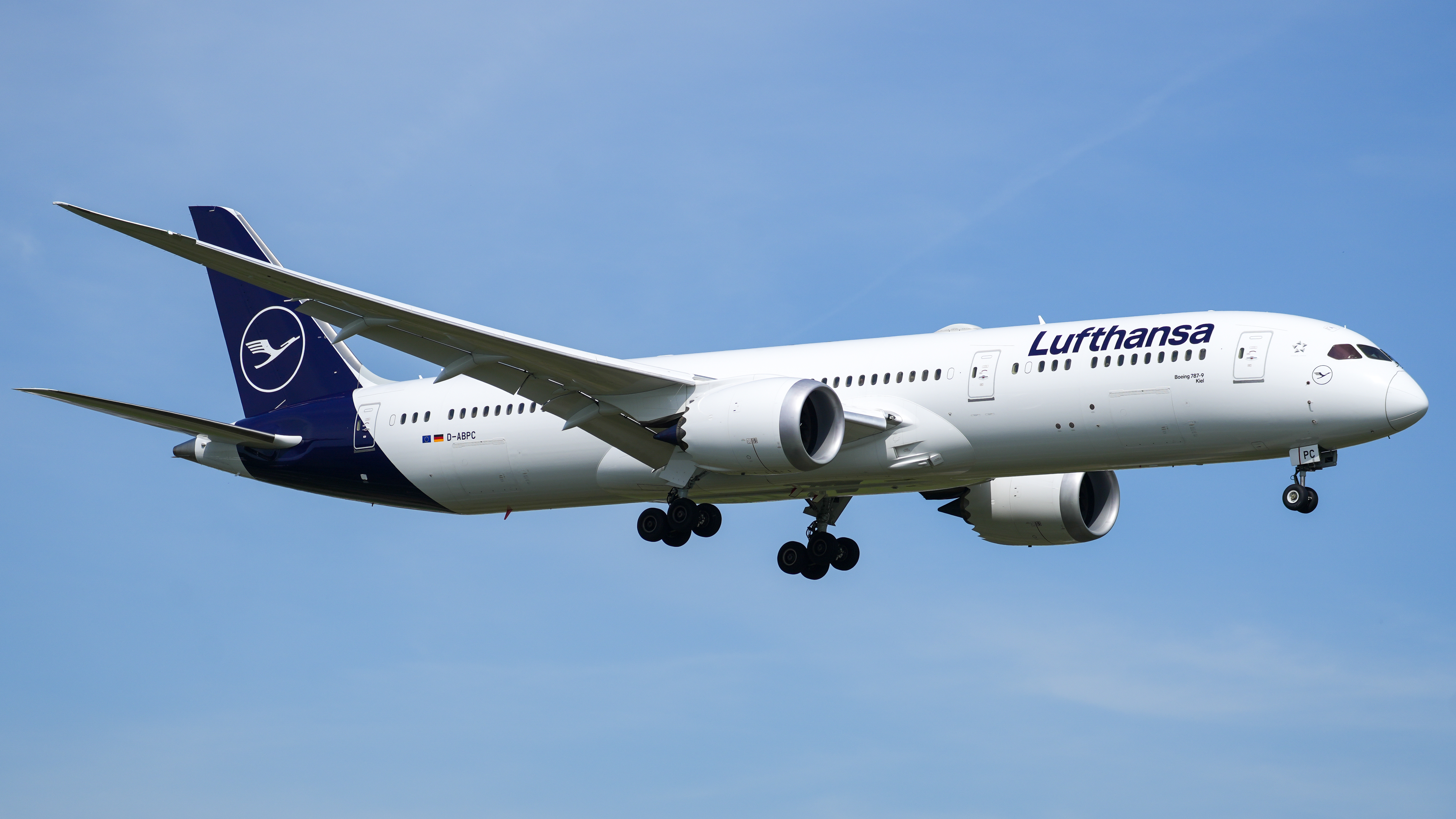
Lufthansa Boeing 787-9
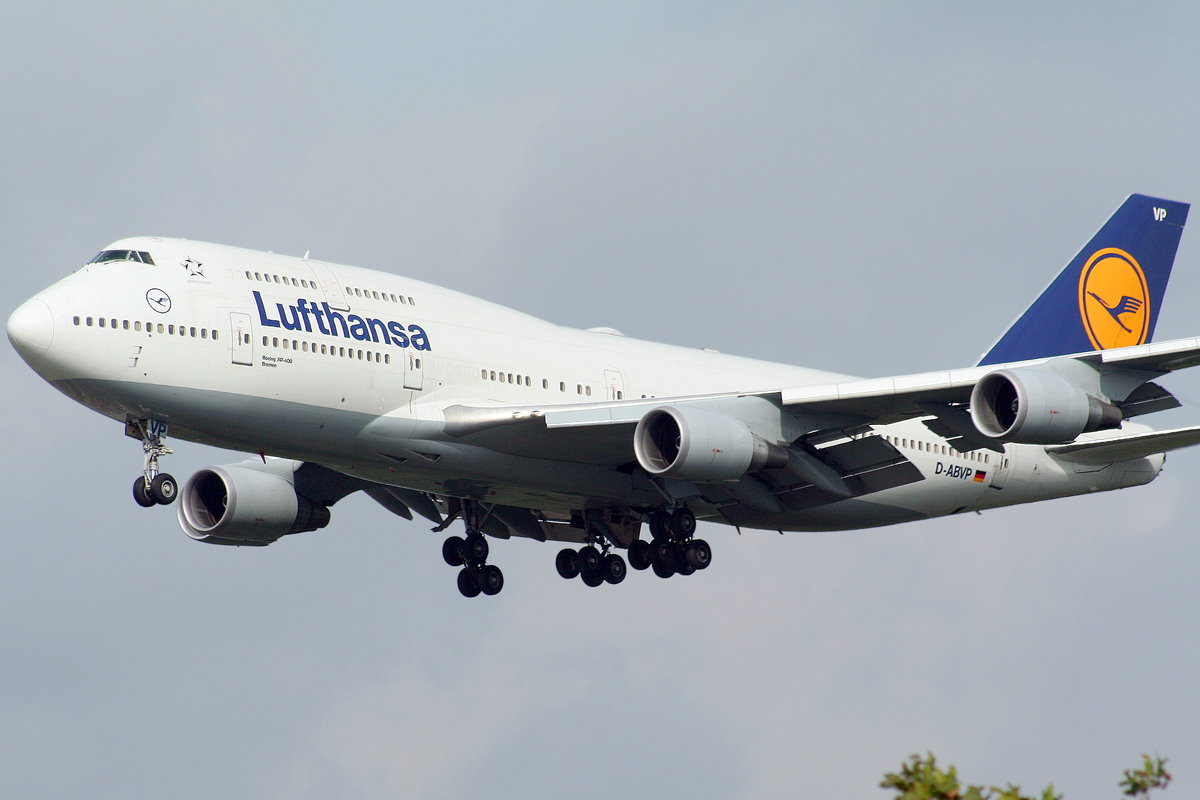
Boeing 747-400 Lufthansa заходит на посадку
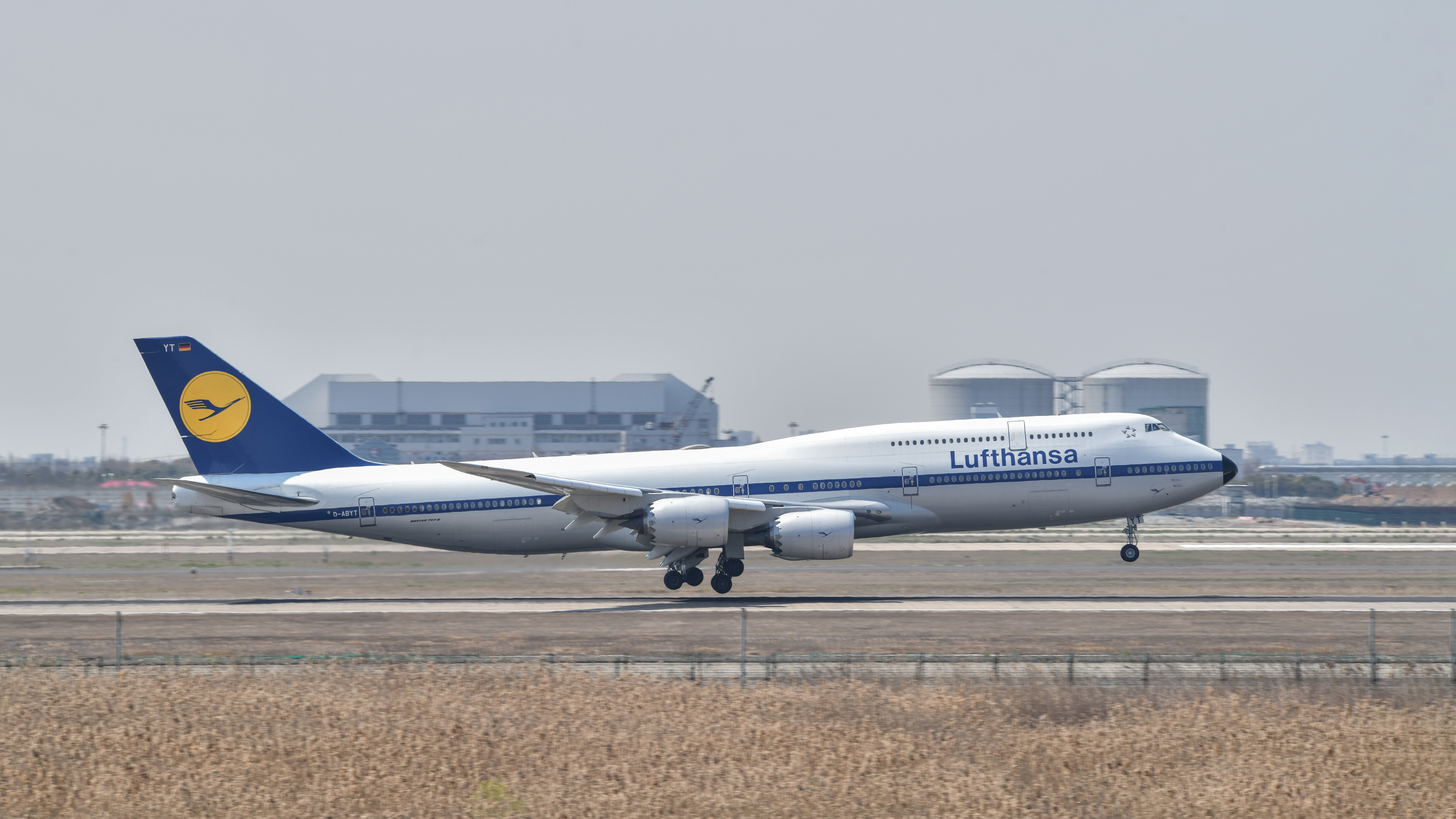
Boeing 747-8 в "Retro Livery"
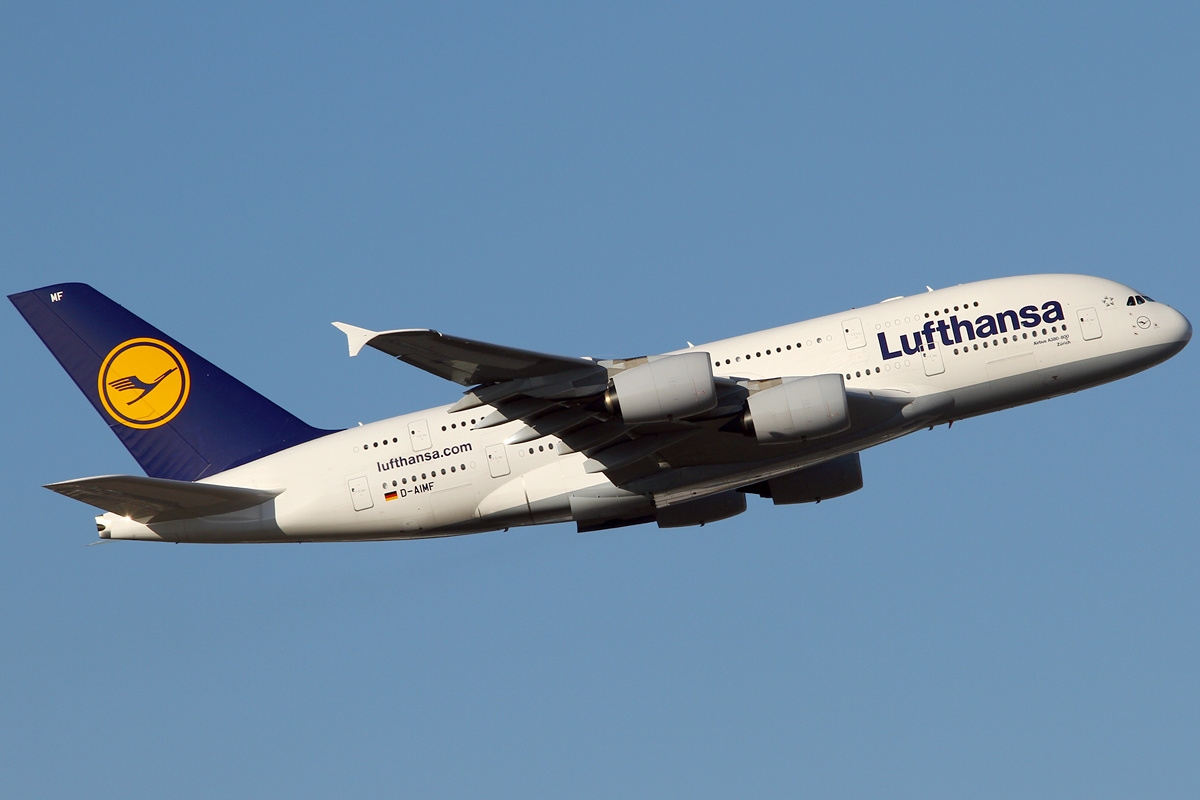
Airbus A380-800 Lufthansa

## Собственники и руководство
Крупнейшим акционером является логистическая компания Kühne Aviation GmbH (филиал Kuehne + Nagel), ей принадлежит около 17 % акций. Акции Lufthansa котируются на Франкфуртской фондовой бирже, рыночная капитализация в конце 2022 года составляла 7,9 млрд евро (38-я на бирже по этому показателю).
- Карл-Людвиг Кляй (Karl-Ludwig Kley) — председатель наблюдательного совета.
- Карстен Шпор (Carsten Spohr, род. в 1966 году) — председатель правления с 2014 года, в Lufthansa с 1994 года.

## Деятельность

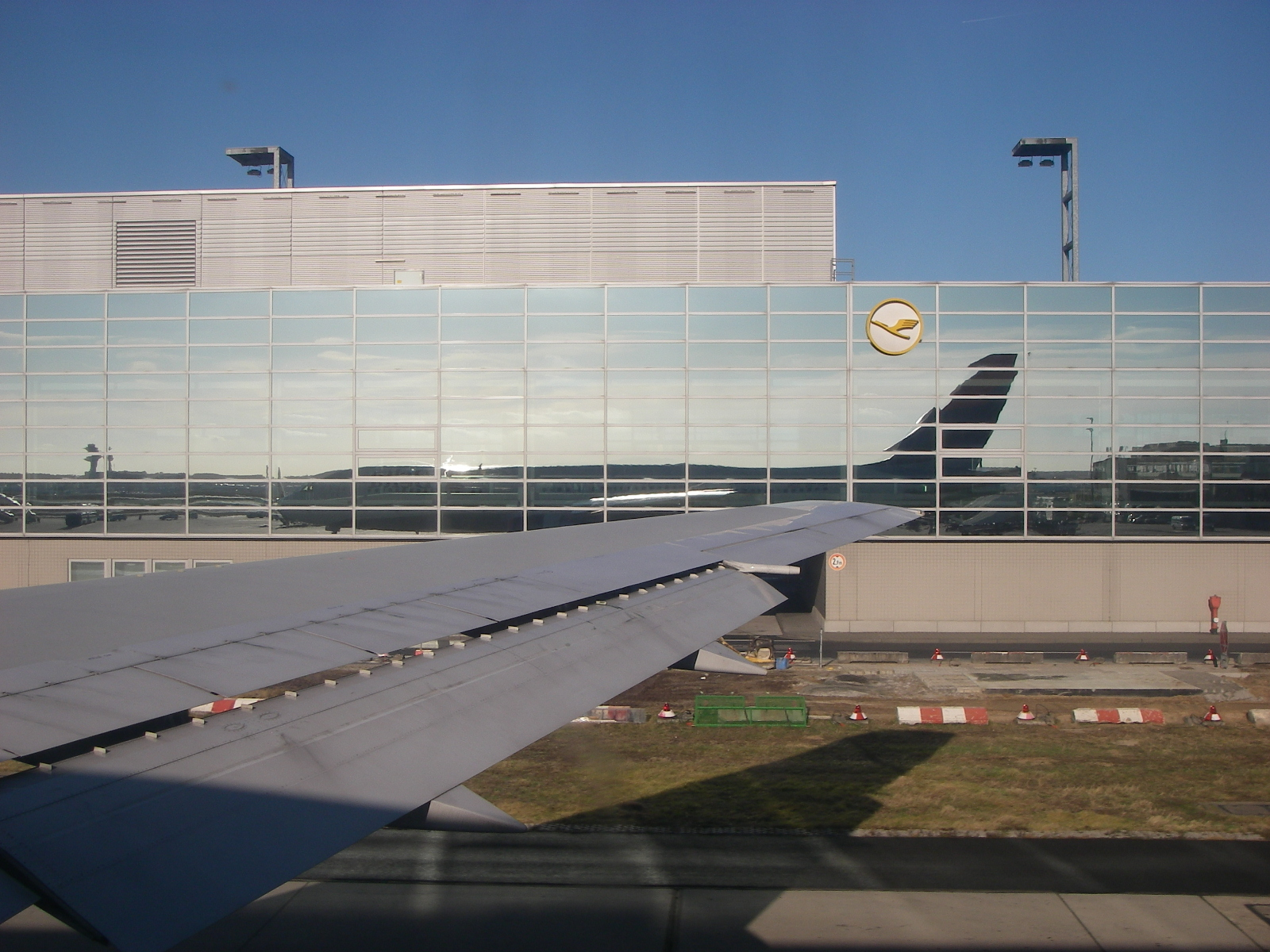
Терминал Lufthansa Cargo в аэропорту Франкфурта-на-Майне

В 2022 году Lufthansa выполнила 826,4 тыс. авиарейсов, было перевезено 101,8 млн пассажиров (из них 82,6 млн в Европе, 9,9 млн в Америке, 6,4 млн на Ближнем Востоке и в Африке, 2,9 млн в Азиатско-Тихоокеанском регионе). Помимо пассажирских перевозок компания занимается грузовыми перевозками (в основном в Америке и Азиатско-Тихоокеанском регионе), а также оказывает услуги другим авиакомпаниям, включая ремонт самолётов и снабжение пищей.
Подразделения по состоянию на 2022 год:
- пассажирские авиалинии — Lufthansa German Airlines, а также SWISS, Austrian Airlines и Brussels Airlines, региональные Lufthansa CityLine, Air Dolomiti и Eurowings, 69 % выручки;
- Lufthansa Technik — обслуживание и ремонт пассажирских самолётов, 17 % выручки;
- логистика — дочерняя грузовая авиакомпания Lufthansa Cargo, а также дочерние компании Jettainer (обслуживание авиационных контейнеров), Heyworld (доставка товаров), AeroLogic (доля в грузовой авиакомпании), 14 % выручки;
- кейтеринг — производство готовых блюд дочерней компанией LSG Sky Chefs, 6 % выручки.

В рамках работы в альянсе Star Alliance авиакомпания Lufthansa успешно реализует бонусную программу Miles & More, которая распространяется на 22 авиакомпании альянса Star Alliance. Смысл программы сводится к накоплению миль за перелёты и их последующей реализации путём получения бонусов вплоть до бесплатного перелёта в любую точку мира.
|                     | 2013  | 2014  | 2015  | 2016  | 2017  | 2018  | 2019  | 2020   | 2021   | 2022  |
| ------------------- | ----- | ----- | ----- | ----- | ----- | ----- | ----- | ------ | ------ | ----- |
| Выручка             | 30,03 | 30,01 | 32,06 | 31,66 | 35,58 | 35,54 | 36,42 | 13,59  | 16,81  | 32,77 |
| Чистая прибыль      | 0,313 | 0,055 | 1,698 | 1,776 | 2,340 | 2,163 | 1,213 | -6,725 | -2,191 | 0,791 |
| Активы              | 29,11 | 30,47 | 32,46 | 34,70 | 35,78 | 38,21 | 42,66 | 39,48  | 42,54  | 43,34 |
| Собственный капитал | 6,108 | 4,031 | 5,845 | 7,149 | 9,110 | 9,573 | 10,26 | 1,387  | 4,490  | 8,474 |

### Деятельность в России
Согласно правительственному соглашению между Россией и Германией, у Lufthansa 10 возможных направлений полётов в России. На начало 2009 года выполнялись регулярные перелёты из Германии в Москву, Санкт-Петербург, Казань, Пермь, Самару, Екатеринбург, Ростов-на-Дону, Нижний Новгород. Перелеты в направлении Тюмени и Уфы в авиакомпании прекратились из-за низкой рентабельности. В 2013 году Lufthansa прекратила полёты в Казань, Пермь и Нижний Новгород также из-за низкой рентабельности.
Города прилёта из России в Германию — Франкфурт, Мюнхен, Дюссельдорф (рейсы выполняются дочерней бюджетной авиакомпанией Germanwings), Гамбург, Берлин, и далее по любому направлению в рамках международной сети маршрутов Lufthansa.
В 2007 году Lufthansa перевезла в российские города и обратно 1,7 млн человек (рост на 10 %) В 2006 году Lufthansa перевезла в Россию и страны СНГ 1,3 млн человек (рост в сравнении с 2005 годом — на 20 %).
Региональным директором авиакомпании Lufthansa в России и СНГ с 27 мая 2014 года является Аксель Хилгерс.
28 февраля 2022 года Lufthansa приостановила все рейсы в Россию и через территорию России до 27 мая включительно.

## Авиационные происшествия
Согласно данным с сайта Aviation Safety Network на самолётах Lufthansa погибло 157 человек.
| Дата       | Воздушное судно                     | Бортовой номер | Место                                      | Жертвы | Описание |
| ---------- | ----------------------------------- | -------------- | ------------------------------------------ | ------ | --- |
| 11.01.1959 | Lockheed L-1049 Super Constellation | D-ALAK         | Около аэропорта Галеан                     | 36/39  | Снизился слишком низко и упал в воду в плохих погодных условиях. |
| 04.12.1961 | Boeing 720-030B                     | D-ABOK         | Примерно около Рюдесхайма                  | 3/3    | Перешёл в пикирование, причина не установлена. |
| 15.07.1964 | Boeing 720-030B                     | D-ABOP         | Около Ансбаха                              | 3/3    | Разрушился в воздухе во время тренировочного полета. |
| 28.01.1966 | Convair CV-440-0                    | D-ACAT         | Бремен                                     | 46/46  | Остановка обоих двигателей во время полёта. |
| 23.02.1972 | Boeing 747-230                      | D-ABYD         | Аэропорт Адена                             | 0/192  | Угнан террористами в Южный Йемен, освобождён после получения выкупа |
| 29.10.1972 | Boeing 727-100                      | D-ABIG         | Над Сирией                                 | 0/20   | Захвачен террористами, освобождён после освобождения заключенных. |
| 17.12.1973 | Boeing 737-130                      | D-ABEY         | Аэропорт Кувейт                            | 1/19   | Захвачен террористами после убийства ими охранника. По прибытии в Кувейт угонщики были задержаны.                                                                                  |
| 20.11.1974 | Boeing 747-130                      | D-ABYB         | Международный аэропорт Найроби             | 59/157 | Рухнул на землю при взлёте, не были выпущены предкрылки. Первая авиакатастрофа в истории самолёта Boeing 747 и крупнейшая авиакатастрофа в истории Кении и авиакомпании Lufthansa. |
| 13.10.1977 | Boeing 737-230QC                    | D-ABCE         | Различные аэропорты                        | 4/95   | Захвачен террористами. На протяжении 5 дней производил посадку в различных аэропортах. 18 октября самолёт был освобождён.                                                          |
| 26.07.1979 | Boeing 707                          | D-ABUY         | В 25 км от аэропорта Галеан                | 3/3    | Bрезался в деревья на склоне горы. Ошибки диспетчера. |
| 14.09.1993 | Airbus A320-211                     | D-AIPN         | Варшавский аэропорт имени Фридерика Шопена | 2/70   | Выкатился за пределы ВПП и врезался в насыпь. |